# Senha

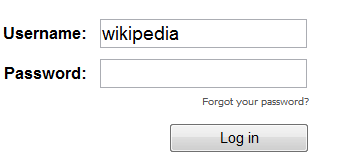
Uma janela de login contendo um formulário para nome de usuário (Username) e senha (Password).

Senha, palavra-passe, palavra-chave ou password é uma palavra ou código secreto previamente convencionado entre as partes como forma de reconhecimento. Em sistemas de computação, senhas são amplamente utilizadas para autenticar usuários e conceder-lhes privilégios — para agir como administradores de um sistema, por exemplo ou permitir-lhes o acesso a informações personalizadas armazenadas no sistema.
Uma das referências mais antigas conhecidas ao uso de senhas é o incidente xibolete, narrado do Antigo Testamento. Senhas já eram usadas na Roma Antiga. Na computação, foram usadas pela primeira vez nos anos 60, no MIT, quando pesquisadores construíram um grande computador de tempo compartilhado.
O uso de senhas é o método mais comum usado para provar a identidade de alguém ao acessar sites, contas de email e o próprio computador. Seu uso é, normalmente associado, a um nome de usuário.
Muitas instituições adotam políticas de senhas com o objetivo de aumentar a segurança das senhas utilizadas. Políticas de senhas são conjuntos de regras que definem como devem ser feitas as combinações de palavras, números e/ou símbolos para constituírem uma senha aceitável.

## História
Senhas, ou palavras-sentinelas, são usadas desde os tempos antigos. Políbio descreveu o sistema de distribuição de palavras-sentinela da seguinte maneira:
A maneira que eles garantem a distribuição segura da palavra-sentinela para a noite é a seguinte: do décimo manípulo de cada classe de infantaria e cavalaria, o manípulo que estiver acampado na parte mais baixa da rua, um homem é escolhido para ser dispensado do serviço de sentinela e ele aguarda todo dia, ao pôr-do-sol na tenda do tribuno, e, recebendo dele a palavra-sentinela, que é uma placa de madeira com a palavra nela inscrita, retorna a seu quartel e, com a presença de testemunhas, passa a placa para o comandante do próximo manípulo, quem, por sua vez, deve passar ao comandante do manípulo seguinte. Todos fazem o mesmo até chegar ao primeiro manípulo que está acampado mais próximo as tendas do tribuno. Estes últimos devem devolver a placa aos tribunos antes de escurecer. Desta maneira, se todas as placas distribuídas retornarem, o tribuno sabe que a palavra-sentinela foi repassada a todos os manípulos e fez todo o caminho de volta a si. Se alguma delas não retorna, ele faz um inquérito imediatamente e, pelas marcas de identificação das placas, pode dizer qual delas não retornou e ao responsável, seja quem for, são aplicadas as punições devidas.
O uso militar de senhas evoluiu para incluir não somente senhas, mas senhas e contrassenhas. Por exemplo, nos primeiros dias da Batalha da Normandia, paraquedistas da 101a Divisão Aerotransportada dos EUA usaram a senhas flash que era apresentada como senha e a resposta correta era thunder. A senha e respectiva contrassenha eram alteradas a cada três dias. Paraquedistas estadunidenses usaram um aparelho que se tornou famoso conhecido como cricket no Dia D no lugar de uma senha como um sistema temporário de identificação. Um click metálico emitido como senha deveria ser respondido com dois cliques metálicos como contrassenha.
Senhas tem sido usadas em computadores desde os primeiros dias da computação. O CTSS do MIT, um dos primeiros sistemas de tempo compartilhado, foi criado em 1961. Ele tinha um comando LOGIN que pedia uma senha do usuário: Após digitar o comando PASSWORD, o sistema desliga seu sistema de impressão de modo que o usuário possa digitar sua senha com privacidade. No início dos anos 70, Robert Morris desenvolveu um sistema de armazenamento de senhas em formato hash para integrar o sistema operacional Unix. O sistema tinha por base uma simulação de um rotor criptográfico Hagelin, e apareceu pela primeira vez na 6a edição do Unix em 1974. Uma versão posterior do algoritmo, conhecida como crypt(3), usava sal de 12 bits e chamava 25 vezes uma versão modificada do algoritmo DES para reduzir o risco de ataques de dicionário pré-calculados.

## Senha compartilhada
É a senha em que o indivíduo compartilha com outras pessoas, colegas de trabalho, cônjuge, etc. A senha pode ser utilizada em hospitais para o atendimento dos pacientes. Senhas compartilhadas também estão presentes nas fechaduras elétricas que são liberadas com senha.